# ARL1
ARL1 (англ. ADP ribosylation factor like GTPase 1) – білок, який кодується однойменним геном, розташованим у людей на короткому плечі 12-ї хромосоми. Довжина поліпептидного ланцюга білка становить 181 амінокислот, а молекулярна маса — 20 418.
| 10         |  | 20         |  | 30         |  | 40         |  | 50         |
| ---------- |  | ---------- |  | ---------- |  | ---------- |  | ---------- |
| MGGFFSSIFS |  | SLFGTREMRI |  | LILGLDGAGK |  | TTILYRLQVG |  | EVVTTIPTIG |
| FNVETVTYKN |  | LKFQVWDLGG |  | QTSIRPYWRC |  | YYSNTDAVIY |  | VVDSCDRDRI |
| GISKSELVAM |  | LEEEELRKAI |  | LVVFANKQDM |  | EQAMTSSEMA |  | NSLGLPALKD |
| RKWQIFKTSA |  | TKGTGLDEAM |  | EWLVETLKSR |  | Q          |  |            |

A: Аланін

C: Цистеїн

D: Аспарагінова кислота

E: Глутамінова кислота

F: Фенілаланін

G: Гліцин

I: Ізолейцин

K: Лізин

L: Лейцин

M: Метіонін

N: Аспарагін

P: Пролін

Q: Глутамін

R: Аргінін

S: Серин

T: Треонін

V: Валін

W: Триптофан

Задіяний у такому біологічному процесі, як альтернативний сплайсинг. 
Білок має сайт для зв'язування з нуклеотидами, іонами металів, ГТФ, іоном магнію. 
Локалізований у мембрані, апараті гольджі.